# فخري البرغوثي
فخري عصفور عبد الله برغوثي (1954-) هو ثاني أقدم أسير الفلسطيني في سجون الاحتلال بعد ابن عمه نائل البرغوثي، وأحد أبرز قادة الحركة الوطنية الأسيرة. ولد في قرية كوبر قضاء رام الله، وأُعتقل في 23 حزيران عام 1978؛ بتهمة مقاومة الاحتلال والانتماء لحركة التحرير الوطني الفلسطيني (فتح) برفقة أبناء عمه (نائل وعمر البرغوثي)، وحكم عليهم بالسجن المؤبد؛ لمشاركتهم في عملية أدت إلى مقتل ضابط إسرائيلي. 
وقد أُطلق سراح فخري في صفقة “وفاء الأحرار” للمقاومة الفلسطينية، وكان استقباله كبير وقال إن فرحة اِستِقبال أهل قريته له أثلجت قلبه، فقد خرج الشباب، والنساء، والأطفال، والشيوخ، وابناء قريته المحررون لِاِستِقبالِه، حيث اختلطت للمرة الأولى منذ الانقسام رايات حركتي فتح وحماس وسط فرحة عارمة وزغاريد وأغاني وطنية عمت أهالي القرية بهذا الإفراج الذي شمل اثنين من عمداء الحركة الأسيرة هما فخري ونائل البرغوثي.

## حياته
خلال اعتقال فخري كان نجله الأكبر شادي يبلغ من العمرعامًا واحدًا، أما نجله هادي فكانت والدته ما تزال حاملاً به. ولم يحظَ بتربيته مع شقيقه الأكبر، فلم يريا والدهما إلا من خلف قضبان السجن، ولم يستطيعا لمس يديه طوال سنوات. كبر الأولاد وهم يرون والدهم خلف القضبان، ولما تقطعت السبل بالإفراج عن والدهم خلال عمليات صفقات التبادل السابقة والعملية السلمية لجأ ابناه للعمل المقاوم في صفوف المقاومة، وحاولا تنفيذ عملية خطف بحق جنود صهاينة مع مجموعة من المقاومين عام 2004 من أجل إطلاق سراح أبيهم، لكن الاحتلال اكتشف العملية قبيل وقوعها بيوم واحد، وقام باعتقال شادي وهادي، وأخضعهما لتحقيق شديد. فالتقى فخري بولديه لأول مرة في سجن عسقلان بعد أن تركهم أطفال، وكبروا، وشهِدَ على اللِقاء ما يزيد عن 240 أسيرًا فلسطينيًّا، حيث بكى الجميع حينما رأوا حرارته، ولم يكن مثل هذا اللقاء قط داخل السجون حيث اجتمع أب مع أبنائه داخل السجن بعد 27 عامًا من الأسر.
كما حكم بالسجن على نجله هادي لمدة (27 عامًا) ونجله شادي لمدة ثلاث سنوات ونصف، وقال فخري: “لقد تركت فلذة كبدي خلف السجن، وقد حاول إخراجي، وهو الآن يقبع خلف الأسوار في المكان الذي كنت فيه طوال سنوات ماضية”.
في 4 ديسمبر 2016 فازَ بانتخابات المجلس الثوري لحركة فتح والتي عُقدت أثناء المؤتمر السابع للحركة وصار عضوًا فيه.